# 諾布爾鎮區 (印地安納州傑伊縣)
諾布爾鎮區（英語：Noble Township）是位於美國印地安納州傑伊縣的一個行政鎮區。

## 地方資料
根據2010年美國人口普查的數據，諾布爾鎮區的面積為80.60平方千米，當中陸地面積為80.60平方千米，而水域面積為0.00平方千米。當地共有人口640人，而人口密度為每平方千米7.94人。